# Prijevor, Herceg Novi
Prijevor este un sat din comuna Herceg Novi, Muntenegru. Conform datelor de la recensământul din 2003, localitatea are 121 de locuitori (la recensământul din 1991 erau 126 de locuitori).

## Demografie
În satul Prijevor locuiesc 92 de persoane adulte, iar vârsta medie a populației este de 41,7 de ani (41,0 la bărbați și 42,3 la femei). În localitate sunt 39 de gospodării, iar numărul mediu de membri în gospodărie este de 3,10.
Această localitate este populată majoritar de sârbi (conform recensământului din 2003).
|  |

| Demografie | Demografie | Demografie |
| An         | Locuitori  | Locuitori  |
| ---------- | ---------- | ---------- |
|            |            |            |
|            |            |            |
|            |            |            |
|            |            |            |
| 1948       | 405        |            |
| 1953       | 393        |            |
| 1961       | 335        |            |
| 1971       | 278        |            |
| 1981       | 184        |            |
| 1991       | 126        | 126        |
| 2003       | 133        | 121        |

| \| Componența etnică conform recensământului din 2003[2] \| Componența etnică conform recensământului din 2003[2] \| Componența etnică conform recensământului din 2003[2] \| Componența etnică conform recensământului din 2003[2] \| Componența etnică conform recensământului din 2003[2] \| \| ----------------------------------------------------- \| ----------------------------------------------------- \| ----------------------------------------------------- \| ----------------------------------------------------- \| ----------------------------------------------------- \| \| \| \| \| \| \| \| Sârbi \| Sârbi \| \| 87 \| 71,9% \| \| Muntenegreni \| Muntenegreni \| \| 24 \| 19,83% \| \| Croați \| Croați \| \| 1 \| 0,82% \| \| necunoscută \| necunoscută \| \| 9 \| 7,43% \| |              |  |    |        |
| Componența etnică conform recensământului din 2003 |              |  |    |        |
| |              |  |    |        |
| Sârbi | Sârbi        |  | 87 | 71,9%  |
| Muntenegreni | Muntenegreni |  | 24 | 19,83% |
| Croați | Croați       |  | 1  | 0,82%  |
| necunoscută | necunoscută  |  | 9  | 7,43%  |